# Régis Le Bris
Régis Le Bris (Pont-l'Abbé, 6 dicembre 1975) è un allenatore di calcio ed ex calciatore francese, di ruolo difensore, tecnico del Sunderland.

## Biografia
È lo zio di Théo Le Bris, centrocampista del Lorient.

## Statistiche
Statistiche aggiornate al 1° luglio 2025.
| Stagione          | Squadra           | Campionato        | Campionato | Campionato | Campionato | Campionato | Coppe nazionali | Coppe nazionali | Coppe nazionali | Coppe nazionali | Coppe nazionali | Coppe continentali | Coppe continentali | Coppe continentali | Coppe continentali | Coppe continentali | Altre coppe | Altre coppe | Altre coppe | Altre coppe | Altre coppe | Totale | Totale | Totale | Totale | % Vittorie | Piazzamento |
| Stagione          | Squadra           | Comp              | G          | V          | N          | P          | Comp            | G               | V               | N               | P               | Comp               | G                  | V                  | N                  | P                  | Comp        | G           | V           | N           | P           | G      | V      | N      | P      | %          | Piazzamento |
| ----------------- | ----------------- | ----------------- | ---------- | ---------- | ---------- | ---------- | --------------- | --------------- | --------------- | --------------- | --------------- | ------------------ | ------------------ | ------------------ | ------------------ | ------------------ | ----------- | ----------- | ----------- | ----------- | ----------- | ------ | ------ | ------ | ------ | ---------- | ----------- |
| 2022-2023         | Lorient           | L1                | 38         | 15         | 10         | 13         | CF              | 3               | 1               | 2               | 0               | -                  | -                  | -                  | -                  | -                  | -           | -           | -           | -           | -           | 41     | 16     | 12     | 13     | 39,02      | 10º         |
| 2023-2024         | Lorient           | L1                | 34         | 7          | 8          | 19         | CF              | 1               | 0               | 0               | 1               | -                  | -                  | -                  | -                  | -                  | -           | -           | -           | -           | -           | 35     | 7      | 8      | 20     | 20,00      | 17º         |
| Totale Lorient    | Totale Lorient    | Totale Lorient    | 72         | 22         | 18         | 32         |                 | 4               | 1               | 2               | 1               |                    | -                  | -                  | -                  | -                  |             | -           | -           | -           | -           | 76     | 23     | 20     | 33     | 30,26      |             |
| 2024-2025         | Sunderland        | FLC               | 46         | 21         | 13         | 12         | FACup+CdL       | 1+1             | 0+0             | 0+0             | 1+1             | -                  | -                  | -                  | -                  | -                  | PO          | 3           | 2           | 1           | 0           | 51     | 23     | 14     | 14     | 45,10      | 4º          |
| 2025-2026         | Sunderland        | PL                | 0          | 0          | 0          | 0          | FACup+CdL       | 0+0             | 0+0             | 0+0             | 0+0             | -                  | -                  | -                  | -                  | -                  | -           | -           | -           | -           | -           | 0      | 0      | 0      | 0      | —          | in corso    |
| Totale Sunderland | Totale Sunderland | Totale Sunderland | 46         | 21         | 13         | 12         |                 | 2               | 0               | 0               | 2               |                    | -                  | -                  | -                  | -                  |             | 3           | 2           | 1           | 0           | 51     | 23     | 14     | 14     | 45,10      |             |
| Totale carriera   | Totale carriera   | Totale carriera   | 118        | 43         | 31         | 44         |                 | 6               | 1               | 2               | 3               |                    | -                  | -                  | -                  | -                  |             | 3           | 2           | 1           | 0           | 127    | 46     | 34     | 47     | 36,22      |             |